# إن بي سي إس إن
إن بي سي إس إن (بالإنجليزية: NBCSN)‏ كانت قناة تلفزيونية رياضية أمريكية مملوكة لقسم مجموعة إن بي سي الرياضية التابع لإن بي سي العالمية، وهي شركة تابعة لشركة كومكاست.
اعتبارًا من فبراير 2020، تم توزيع إن بي سي إس إن على 79.879 مليون منزل وكانت ثاني أكثر شبكة رياضية كابل مشاهدة (فقط إي إس بي إن تملك مشاهدات أكثر). في 22 يناير 2021، أعلنت إن بي سي العالمية أن الشبكة ستتوقف عن العمل بحلول نهاية العام. توقفت إن بي سي إس إن عن العمل في 31 ديسمبر 2021، مع نقل ممتلكاتها الرياضية إلى يو إس إيه نيتورك وبيكوك وشبكات إن بي سي العالمية الأخرى.